# Miss Mundo Marajó
Miss Mundo Ilha de Marajó trata-se de um título dado à segunda colocada no concurso estadual de Miss Mundo Pará, lhe garantindo o direito de disputar o título nacional de Miss Mundo Brasil pela ilha localizado no Estado. As representantes eram indicadas pela coordenação local, ora por concurso ora não. A primeira a representar o arquipélago foi Jordana Sidô, do município de Soure. Atualmente o título pertence à jovem Flávia Lacerda. Tanto a coordenação da disputa estadual quanto para a candidata que representa a ilha, fica à cargo da empresária Kátia Corrêa.

## Representantes
| Ano  | Nome                      | Representou     | Idade | Altura | Colocação | Real Colocação | Ref   |
| ---- | ------------------------- | --------------- | ----- | ------ | --------- | -------------- | ----- |
| 2017 | Flávia Lacerda            | Breves          | 26    | 1.74   | TBD       |                | [ 1 ] |
| 2016 | Yasmin Engelke            | Tomé-Açu        | 19    | 1.78   |           |                | [ 2 ] |
| 2015 | Nathália Paiva Lago       | Clube Bancrévea | 23    | 1.73   | Top 10    | 9º. Lugar      | [ 3 ] |
| 2014 | Bianca Pinto Cardoso      | Belém           | 20    | 1.75   |           |                | [ 4 ] |
| 2013 | Fabyana Nascimento        | Belém           | 21    | 1.79   |           |                | [ 5 ] |
| 2011 | Aline Sales Baia dos Reis | Belém           | 23    | 1.75   | Top 11    | 7º. Lugar      | [ 6 ] |
| 2009 | Jordana Sidô Nogueira     | Soure           | 24    | 1.79   |           |                | [ 7 ] |

### Prêmios Especiais

#### Rainha Regional
- Beleza Mundo Ilhas do Brasil: Aline Reis (2011)

- Beleza Mundo Norte: Nathália Lago (2015)

#### Etapas Classificatórias
- (2º. Lugar) Miss Esportes: Fabyana Nascimento (2013)

- (Top 26) Beleza com Propósito: Fabyana Nascimento (2013)

- (2º Lugar) Entrevista: Nathália Lago (2015)

- (Top 10) Best Model: Nathália Lago (2015)